# OutRun (série de jeux vidéo)
Cet article concerne la série de jeux vidéo. Pour le premier jeu de la série, voir Out Run. Pour les autres articles homonymes, voir OutRun.
OutRun est une série de jeux vidéo de course automobile développée et éditée par Sega. Apparue en 1986, cette série de jeux d'arcade a été adaptée sur consoles de jeux.

## Bornes d'arcade
- 1986 - Out Run
- 1989 - Out Run 3-D
- 1989 - Turbo OutRun
- 1992 - OutRunners
- 2003 - OutRun 2

## Console de jeu
- 1989 - Battle Out Run[1],[2],[3],[4],[5],[6]
- 1991 - Out Run Europa[7]
- 1993 - OutRun 2019
- 2006 - OutRun 2006: Coast 2 Coast
- 2009 - OutRun Online Arcade